# Elías Hernández
Elías Hernán Hernández Jacuinde (ur. 29 kwietnia 1988 w Morelii) – meksykański piłkarz występujący na pozycji skrzydłowego lub bocznego pomocnika, reprezentant Meksyku, od 2024 roku zawodnik Atlético La Paz.

## Kariera klubowa
Hernández pochodzi z miasta Morelia w stanie Michoacán i jest wychowankiem tamtejszego klubu Monarcas Morelia. Do seniorskiej drużyny został włączony jako dziewiętnastolatek przez szkoleniowca Davida Patiño i w meksykańskiej Primera División zadebiutował 27 października 2007 w wygranym 1:0 spotkaniu z Tigres UANL. Już w kolejnym występie, 3 listopada tego samego roku w wygranej 2:1 konfrontacji z Cruz Azul, strzelił swojego premierowego gola w najwyższej klasie rozgrywkowej. Przez pierwsze kilkanaście miesięcy pełnił jednak głównie rolę rezerwowego i pewne miejsce w wyjściowym składzie wywalczył sobie dopiero w lutym 2009, po przyjściu do zespołu trenera Tomása Boya. W 2010 roku triumfował z Morelią w rozgrywkach SuperLigi, natomiast w wiosennym sezonie Clausura 2011, będąc kluczowym zawodnikiem formacji ofensywnej, zdobył tytuł wicemistrza kraju. Ogółem w barwach Morelii występował przez cztery lata.
Latem 2011 Hernández przeszedł do klubu CF Pachuca, gdzie jako podstawowy zawodnik spędził sześć miesięcy bez większych sukcesów, po czym został zawodnikiem ówczesnego mistrza Meksyku – ekipy Tigres UANL z siedzibą w Monterrey. Tam występował przez kolejne półtora roku, mając pewne miejsce w wyjściowym składzie, jednak nie potrafił spełnić oczekiwań jako następca Danilinho i nie zanotował poważniejszych osiągnięć. W lipcu 2013 udał się na wypożyczenie do drużyny Club León, w której od razu został podstawowym skrzydłowym i w jesiennym sezonie Apertura 2013 zdobył z zespołem prowadzonym przez Gustavo Matosasa swoje pierwsze mistrzostwo Meksyku. Sukces ten powtórzył również sześć miesięcy później, podczas rozgrywek Clausura 2014, a dzięki udanym występom po upływie roku dołączył do Leónu na zasadzie transferu definitywnego. W sezonie Apertura 2015 dotarł natomiast do finału krajowego pucharu – Copa MX.
| Sezon     | Klub             | Kraj   | Rozgrywki | Mecze | Bramki |
| --------- | ---------------- | ------ | --------- | ----- | ------ |
| 2007/2008 | Monarcas Morelia | Meksyk | Liga MX   | 15    | 1      |
| 2008/2009 | Monarcas Morelia | Meksyk | Liga MX   | 33    | 3      |
| 2009/2010 | Monarcas Morelia | Meksyk | Liga MX   | 42    | 12     |
| 2010/2011 | Monarcas Morelia | Meksyk | Liga MX   | 40    | 5      |
| 2011/2012 | CF Pachuca       | Meksyk | Liga MX   | 18    | 4      |
| 2011/2012 | Tigres UANL      | Meksyk | Liga MX   | 21    | 3      |
| 2012/2013 | Tigres UANL      | Meksyk | Liga MX   | 23    | 2      |
| 2013/2014 | Club León        | Meksyk | Liga MX   | 37    | 4      |
| 2014/2015 | Club León        | Meksyk | Liga MX   | 33    | 2      |
| 2015/2016 | Club León        | Meksyk | Liga MX   | 38    | 8      |
| 2016/2017 | Club León        | Meksyk | Liga MX   |       |        |

## Kariera reprezentacyjna
W seniorskiej reprezentacji Meksyku Hernández zadebiutował za kadencji tymczasowego selekcjonera Enrique Mezy, 11 sierpnia 2010 w zremisowanym 1:1 meczu towarzyskim z Hiszpanią. Pierwszego gola w kadrze narodowej strzelił natomiast 7 września tego samego roku w wygranym 1:0 sparingu z Kolumbią. W 2011 roku został powołany przez José Manuela de la Torre na Złoty Puchar CONCACAF. Tam pozostawał jednak wyłącznie rezerwowym drużyny, rozgrywając jeden z sześciu możliwych meczów, zaś Meksykanie triumfowali ostatecznie w tych rozgrywkach, pokonując w finale USA (4:2). W późniejszym czasie wziął udział w udanych eliminacjach do Mistrzostw Świata 2014, podczas których trzykrotnie pojawiał się na boisku.